# Benqué
Benqué korábbi község Franciaország Okcitánia régiójában, Hautes-Pyrénées megyében. Lakosainak száma 84 fő (2013). Benqué Mauvezin, Bonnemazon, Bourg-de-Bigorre, Molère, Sarlabous és Tilhouse községekkel határos.
2017. január 1-jén Molère korábbi községgel egyesült és az így létrejött Benqué-Molère új község része lett.

## Népesség
A település népességének változása:

| 2013 | 84 |